# Ivy (motocicleta)
Ivy fou un fabricant de motocicletes britànic amb seu a Birmingham que tingué activitat entre 1907 i 1934. Dirigida per diversos germans de la família Newman, l'empresa va produir prop de 6.000 motocicletes de diversos models. La majoria duien motors de dos temps fabricats per JAP o Precision, però també n'hi havia de 225 i 296 cc dissenyats i fabricats per Ivy. La companyia també fabricava les seves pròpies forquilles de suspensió, carburadors i sidecars.

## Història
La marca va estar molt involucrada en les competicions de motociclisme i diversos dels germans Newman varen participar-hi en curses. Les motos de competició es produïen en sèrie sempre que era possible per tal de demostrar la qualitat de fabricació i concepció dels models de producció. Els germans Newman pensaven que aquesta era la millor manera de posar a prova els seus dissenys i publicitar els seus productes. H. C. Newman va tenir un èxit especial en competició, guanyant moltes proves locals i aconseguint bons resultats a les curses del TT de l'illa de Man diverses vegades.

## Models
Al llarg la seva història, Ivy va fabricar diversos models de motocicleta, entre ells els següents:
- Ivyette: amb motor Ivy Valveless de dos temps de 224 cc i 2 ¼ CV de potència. Dissenyada com a vehicle econòmic i fiable per a desplaçar-se per la ciutat.

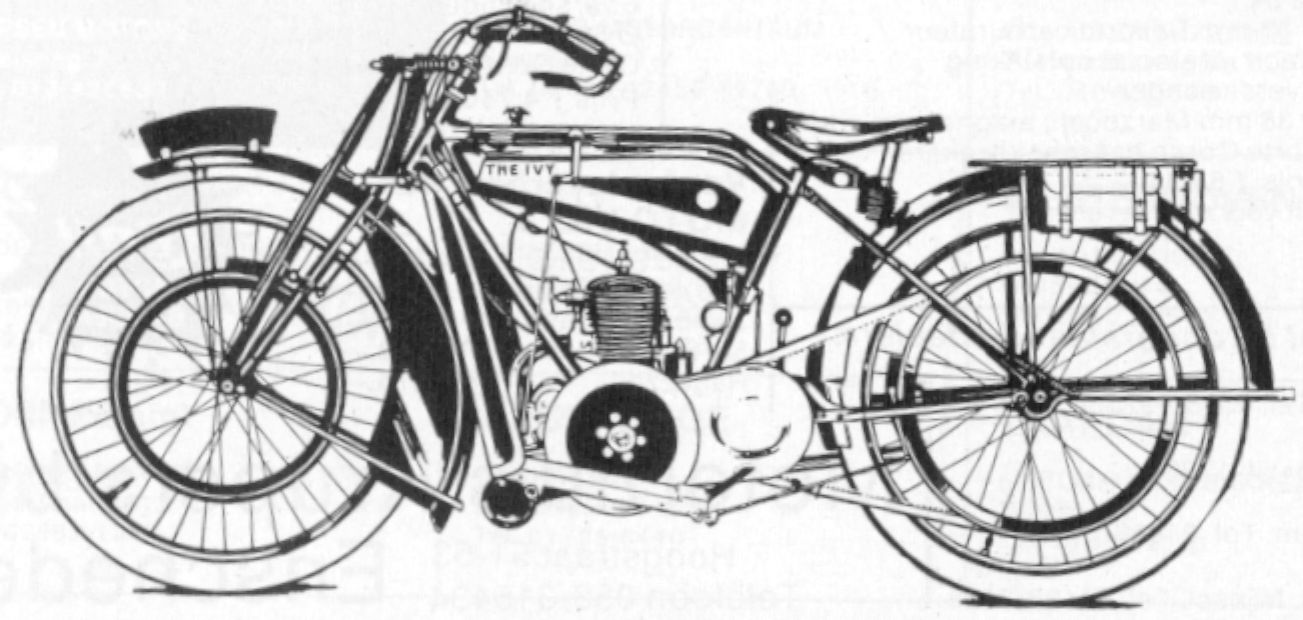
Motocicleta Ivy de 224 cc (1921)

- Model C: amb motor Precision de 2 ½ CV. Una versió d'aquest model també es va vendre com a Model E, amb motor de 2 ¾ CV.
- Model D: disponible amb una àmplia gamma de motors, entre ells:
  - Precision monocilíndric de 3 ½ CV (també una versió especial per al TT de 3 ¾ CV de la qual es diu que fou la primera monocilíndrica a aconseguir una velocitat de 97 km/h amb sidecar).
  - Precision bicilíndric de 4 ½ CV.
  - JAP bicilíndric de 5 CV.
  - Precision bicilíndric o JAP de 6 CV.
  - També n'hi havia una versió femenina amb el tub travesser del xassís més baix.
- Models de 1924: disponibles amb motors monocilíndrics de 349 i 297 cc SV, caixa de canvis Sturmey Archer, pneumàtics Dunlop de 26 x 2 1/2 i greixatge mecànic (a diferència del tipus de greixatge per bomba accionada manualment).[2]
- Ivy Side Car: va batre 7 rècords mundials a Brooklands el 30 d'octubre de 1913 fent servir el motor Ivy D de 3 ½ CV.
- Un motor de 677 cc V-twin dissenyat per H. C. Newman es va fer servir a la primera Martinsyde.[2]